# Liopholidophis grandidieri
Espèce
Statut de conservation UICN

 VU B1ab(iii) : Vulnérable
Liopholidophis grandidieri est une espèce de serpents de la famille des Lamprophiidae.

## Répartition
Cette espèce est endémique de Madagascar.

## Description
L'holotype de Liopholidophis grandidieri mesure 1 636 mm dont 932 mm pour la queue. Cette espèce a la tête brun sombre et le dos noir. Sa face ventrale est blanc sale au niveau de la gorge puis s'assombrit jusqu'à devenir noir uniforme dans la partie postérieure du corps.

## Étymologie
Cette espèce est nommée en l'honneur de Guillaume Grandidier.

## Publication originale
- Mocquard, 1904 : Description de quelques reptiles et d'un batracien nouveaux de la collection du Muséum. Bulletin du Muséum National d'Histoire Naturelle, vol. 10, no 26, p. 301-309 (texte intégral).